# دانييل فوكس
دانييل فوكس (بالإنجليزية: Daniel Fox)‏ هو كيميائي ومهندس أمريكي، ولد في 14 مايو 1927، وتوفي في 15 فبراير 1989.